# Tipula substernalis
Tipula substernalis är en tvåvingeart som beskrevs av Oosterbroek 1997. Tipula substernalis ingår i släktet Tipula och familjen storharkrankar. Inga underarter finns listade i Catalogue of Life.